# Anthyllis fennica
Anthyllis fennica là một loài thực vật có hoa trong họ Đậu. Loài này được (Jalas) Akulova miêu tả khoa học đầu tiên năm 1987.